# Merira II
Merira II (XIV secolo a.C. – XIV secolo a.C.) è stato un nobile egizio, scriba reale del faraone Akhenaton.

## Biografia
Fu un alto funzionario alla corte del faraone Akhenaton della XVIII dinastia, sovrintendente della regina Nefertiti e titolare dei titoli di Scriba reale, maggiordomo, sovrintendente dei due tesori e sovrintendente dell'harem reale di Nefertiti.
La sua tomba (TA2) è stata scoperta ad Amarna, anche se i suoi resti non sono mai stati identificati. La scoperta della sua tomba è stata importante per aver trovato nella sua tomba riferimenti del faraone Akhenaton e della sua famiglia, relativi al 12º anno del suo regno, nel secondo mese. In una pittura murale si trova una rappresentazione del faraone Akhenaton con la sua sposa Nefertiti e le loro sei figlie.